# Drozgi
Drózgi (znanstveno ime Turdidae) so družina ptic iz reda pevcev (Passeriformes), v katero uvrščamo 193 vrst v 17 rodovih. Razširjeni so po vsem svetu.

## Opis
Večinoma so drozgi srednje veliki ptiči z dokaj vitkim trupom in raznovrstno operjenostjo, prevladujejo pa rjave in rdečkastorjave barve, pri čemer so samci včasih bolj pisano obarvani. Mladiči imajo pogosto na prsih temne lise, ki pri nekaterih vrstah ostanejo tudi pri odraslih. Vse okončine so proporcionalno srednje velikosti, kljun je ozek.
Samice ležejo po eno do sedem jajc v gnezdo, ki ga zgradi sama iz rastlinskih bilk v obliki skodelice, pri nekaterih vrstah je dodano blato ali mah, če gnezdijo v bližini človekovih bivališč pa lahko tudi umetni predmeti, kot so razni trakovi. Namestitev gnezda je odvisna od vrste. Tudi vali samo samica, za prehrano mladičev pa skrbita oba starša. Mladiči zapustijo gnezdo po približno dveh tednih, starša jih hranita še nekaj tednov po tem. Nekatere vrste gnezdijo družno, v tem primeru pri hranjenju mladičev sodelujejo pomočniki, ki tudi branijo teritorij. Mnoge vrste pojejo z glasnimi, melodičnimi žvižgi.

## Ekologija
Živijo v raznolikih habitatih po vsem svetu z izjemo najbolj sušnih predelov. V gnezditveni sezoni se prehranjujejo pretežno z žuželkami, raznimi črvi in drugimi nevretenčarji, čez zimo v območjih z zmernim podnebjem pa v prehrani prevladajo rastlinski sadeži. Običajno se zadržujejo pri tleh, kjer pobirajo plen s površja ali brskajo po vrhnji plasti prsti. Večina ostanejo vse leto na gnezditvenem območju, le s severnega dela območja razširjenosti se pozimi odselijo južneje.

## Sistematika
Družino Turdidae je leta 1815 uvedel (kot Turdinia) francoski naravoslovec Constantine Samuel Rafinesque. Taksonomija te obsežne družine se je v zadnjih letih precej spreminjala. Tradicionalno so v družino Turdidae uvrščali tudi majhne vrste Starega sveta, kot sta slavec in taščica, ki so spadale v poddružino Saxicolinae, vendar večina strokovnjakov danes to skupino uvršča v družino muharjev (Muscicapidae). Molekularne filogenetske analize so pokazale, da družina Turdidae spada v naddružino Muscicapoidea in je sestrska skupina družini Muscicapidae. Ti dve družini sta se ločili v miocenu  pred približno 17 milijoni let.
V preteklosti je družina vključevala več vrst. V času tretje izdaje publikacije Howard and Moore Complete Checklist of the Birds of the World leta 2003, so bili v to družino uvrščeni tudi rodovi Myophonus, Alethe, Brachypteryx in  Heinrichia. Kasnejše molekularne filogenetske študije pa so pokazale, da so vrste iz teh štirih rodov tesneje sorodne vrstam družini Muscicapidae. Posledično so te štiri rodove zdaj uvrstili v družino Muscicapidae. Nasprotno pa so raziskave pokazale, da rod Cochoa, ki je bil prej uvrščen v družino Muscicapidae, spada v družino Turdidae.

## Rodovi
Družina vsebuje 193 vrst, ki so razdeljene v 17 rodov:
- Grandala – Grandala coelicolor
- Sialia – (3 vrste)
- Stizorhina – (2 vrsti)
- Neocossyphus – (2 vrsti)
- Pinarornis – Pinarornis plumosus
- Myadestes – (13 vrst, vključno z dvema nedavno izumrlima)
- Chlamydochaera – Chlamydochaera jefferyi
- Cochoa – (4 vrst)
- Ixoreus – Ixoreus naevius
- Ridgwayia – Ridgwayia pinicola
- Cichlopsis – Cichlopsis leucogenys
- Entomodestes – (2 vrsti)
- Hylocichla – Hylocichla mustelina
- Catharus – (13 vrst)
- Zoothera – azijski drozgi (22 vrst, vključno z eno nedavno izumrlo)
- Geokichla – (21 vrst)
- Turdus – pravi drozgi (104 vrste, vključno z dvema nedavno izumrlima)

V Sloveniji gnezdi sedem vrst: povodni kos (danes v družini Cinclidae), škorec (danes v družini Sturnidae), carar, cikovt, kos, brinovka in komatar, razen povodnega kosa in škorca vsi iz rodu Turdus. Poleg tega se priložnostno pojavljajo še rožnati škorec (danes v družini Sturnidae), grahasti droznik in vinski drozg.